# Grine Medine
Grine Medine war eine niederländische jiddische Literaturzeitschrift.

## Geschichte und Inhalte
Die Zeitschrift Grine Medine (jiddisch für grünes Land) erschien ab dem Jahr 2000 in Amsterdam durch die Stichting Jiddisj (Stiftung Jiddisch). Sie wurde vierteljährlich  herausgegeben und enthielt literarische Texte und Informationen zu jiddischer Literatur in jiddischer und niederländischer Sprache.
Die letzte Nummer erschien im Sommer 2022.